# Nada Dimić
Nada Dimić (en serbi: Нада Димић) (Divoselo, 6 de setembre de 1923 - Stara Gradiška, 17 de març de 1942) va ser una partisana croata d'ètnia sèrbia, militant dels Partisans durant la Segona Guerra Mundial i proclamada Heroïna del Poble de Iugoslàvia.
Nascuda a Divoselo prop de Gospić, Regne de Serbis, Croats i Eslovens (la Croàcia actual) en una família d'ètnia sèrbia. Va acabar quatre graus de l'escola primària a Gospić, i després es va traslladar a Zemun per a cursar quatre graus de secundària i un any a l'acadèmia d'economia. El 1938 es va unir a la Joventut Comunista, i el 1940 al Partit Comunista de Iugoslàvia.
El juny de 1941, quan les potències de l'Eix van envair Iugoslàvia, es va unir al 1r Destacament Partisà de Sisak, la primera unitat de partisans de Croàcia. El mateix any, la policia Ústaixa la va arrestar a Sisak, però quan la van traslladar a la presó de Zagreb, es va empassar un verí per evitar l'interrogatori. La metzina no la va matar i, poc després, una cèl·lula de Zagreb del Partit la va rescatar i la va transferir a les zones controlades pels partisans de Kordun.
Quan es va recuperar de l'enverinament, va anar a Karlovac on va treballar com a agent encoberta dels partisans. Finalment, els feixistes italians la van capturar i, el 3 de desembre de 1941, la van lliurar a la policia controlada pels feixistes croats de l'Ústaixa, que després la van torturar. Ella es va negar a donar-los cap informació i el febrer de 1942 va ser enviada al camp de concentració de Stara Gradiška. Un mes després hi va ser assassinada, als 18 anys.

## Llegat
El 7 de juliol de 1951, després de la guerra, va rebre pòstumament el títol d'Heroïna del Poble de Iugoslàvia. Una fàbrica tèxtil (ara desapareguda) de Zagreb va rebre el seu nom.